# 少女派别
《少女派别》是日本漫画家玄鉄絢的一部成人漫畫作品，在成人漫畫雜誌メガストアコミック的2003年8月号至2005年8月号隔月连載，单行本是由Core Magazine發售共有2卷。GPミュージアムソフト在2008年發售OVA版共有3話。

## 故事
籠目女子學校的風紀委員會的內籐桃子，是一位優等生。她對學校裡女性間的愛慕關係不持有偏見，還暗中裡促成了很多情侶誕生。某日，桃子遇見學校裡唯一的PLAY GIRL藩田思信。百合的劇情就此開始。

## 登場人物

### 主要人物
內藤桃子
籠目女子學校風紀委員。她對學校裡女性間的愛慕關係不持有偏見，還暗地裡促成了很多情侶誕生。
藩田思信
桃子的同學。
諏訪部麒麟

燕条寺真彌

吉岡柴
麒麟的學妹。
隼砥教子

大神小百合
思信的學姊。

### 女学生
鷹代紅緒
桃子的學姊。
石動菖蒲
紅緒的兒時玩伴。
狛井千鶴
桃子的朋友。
狛井時雨
千鶴的姊姊。
弓梢朋衣
桃子的同學。
鷲見雛

犬吠崎雪華
桃子的學姊。
葦切詩乃

甲斐盟繪

佃嶋鳩子
桃子的學妹。
笠置秋
鳩子的學妹。
笠置紀
鳩子的學妹。

### 其他
湯瀨花織

持田苑子

小林

藤岡

佐佐木

宮內

速水

岡崎

## 發售日
| 卷數 | 發售日        | ISBN                   |
| ---- | ------------- | ---------------------- |
| 1    | 2005年8月19日 | ISBN 978-4-87734-882-3 |
| 2    | 2006年4月19日 | ISBN 978-4-87734-979-0 |

## OVA
《少女派别 ～Innocent Lovers～》（日语：少女セクト ～Innocent Lovers～）是Milky在2008年發售的成人動畫，全部共有3話。

### 發售日
- 少女セクト ～Innocent Lovers～ 1時限目

2008年7月25日
- 少女セクト ～Innocent Lovers～ 2時限目

2008年9月25日
- 少女セクト ～Innocent Lovers～ 3時限目

2008年11月25日

### 配音
- 内藤桃子：柚木かなめ
- 藩田思信：北都南
- 諏訪部麒麟：宮下愛
- 燕条寺真弥：波奈束風景
- 吉岡柴：西原亞太留
- 隼砥教子：北条明日香
- 大神小百合：海原エレナ
- 狛井千鶴：山崎かえで
- 狛井時雨：松田理沙
- 佃島鳩子：道草ゆり
- 笠置秋、笠置紀：日向苺
- 篠宮茜：遠野そよぎ

### 工作人員
- 角色設計、總作畫監督：聖月[5]
- 劇本、構成：石田真弓
- 美術監督：前田實
- 攝影監督：久保田淳
- 色彩設計：宮崎亮滋
- 編輯：吉川雅士
- 音響監督：飯田里樹
- 音樂：Pinkman
- 演出：北川正人
- 製作人：村上孝太郎
- 監督：碧岐龍成
- 動畫製作：アマルコルド
- 製作、發售：少女セクト製作委員会